# Foster the People (EP)
Foster the People é um EP da banda norte americana de indie pop Foster the People lançado em 18 de janeiro de 2011 pela Startime International.

## Desenvolvimento
O EP inclui três canções, "Houdini", "Helena Beat" e "Pumped Up Kicks", que mais tarde foram incluídos no seu primeiro álbum de estúdio Torches (2011).

## Faixas
| N.º | Título            | Duração |  |
| 1.  | "Houdini"         | 3:20    |  |
| 2.  | "Pumped Up Kicks" | 3:58    |  |
| 3.  | "Helena Beat"     | 4:36    |  |

## Histórico de lançamento
| País           | Data                  | Formato          | Gravadora                |
| -------------- | --------------------- | ---------------- | ------------------------ |
| Austrália      | 18 de janeiro de 2011 | Download digital | Sony Music Entertainment |
| Estados Unidos | 18 de janeiro de 2011 | Download digital | Sony Music Entertainment |
| Nova Zelândia  | 18 de janeiro de 2011 | Download digital | Sony Music Entertainment |